# 奧蘭治 (康涅狄格州)
奧蘭治（英語：Orange）是美国康涅狄格州新哈芬縣的一個城市。據2010年美國人口普查，奧蘭治有人口13,956人。2000年人口普查時，這裡有人口13,233人。